# Judenrat Amsterdam
Der „Judenrat Amsterdam“ (niederländisch Joodsche Raad voor Amsterdam) war eine Einrichtung der deutschen Besatzungsmacht in den Niederlanden im Zweiten Weltkrieg in Amsterdam zwischen Februar 1941 und September 1943. Der Judenrat Amsterdam wurde während der Zeit seines Bestehens gemeinsam von Abraham Asscher und David Cohen geleitet. Gezwungenermaßen war der Judenrat Kooperationspartner und zentraler Ansprechpartner der Zentralstelle für jüdische Auswanderung in Amsterdam.

## Funktion
Die Mitglieder des Judenrates wurden gezwungen, sich an der Verfolgung und Unterdrückung niederländischer Juden und ausländischer jüdischer Flüchtlinge (überwiegend aus Deutschland) zu beteiligen. Gegen den Judenrat wurde der Vorwurf der Kollaboration erhoben.
So genannte Joodse Raden wurden von den Besatzern auch in anderen Regionen der Niederlande errichtet. Dem Judenrat Amsterdam kam vor allem wegen des hohen Anteils der Amsterdamer an der jüdischen Einwohnerschaft der Niederlande eine besondere führende Bedeutung bei.
Hans Böhmcker, bis 1942 unter dem Reichskommissar Arthur Seyß-Inquart, Beauftragter des Deutschen Reiches für die Stadt Amsterdam, errichtete den „Rat“ am 12. Februar 1941. Anlass waren Zusammenstöße im jüdischen Viertel, nach denen ein Mitglied der Weerbaarheidsafdeling seinen Verletzungen erlag. Als erste Pflichtaufgabe musste der Rat alle Juden auffordern, umgehend Waffen aller Art abzuliefern.
Der Judenrat versuchte durch Freistellungen möglichst viele jüdische Landsleute vor der Deportation und damit dem Holocaust zu bewahren, was jedoch nicht gelang. Am 26. Juni 1942 verlangte der Leiter der Zentralstelle für jüdische Auswanderung in Amsterdam die Unterstützung für einen „Arbeitseinsatz in Deutschland“; der Judenrat sollte für Transportpapiere und Vermögenserklärungen der Betroffenen sorgen. Nur zögernd und mit schweren Bedenken ließen sich die beiden Vorsitzenden darauf ein. Die ihnen gegebenen Zusagen wurden nicht eingehalten.

## Ende
Die Vorsitzenden Asscher und Cohen wie auch andere Mitglieder des Joods Raads, wurden am 23. September 1943 als Teil der letzten in den Niederlanden verbliebenen Juden über das Durchgangslager Westerbork, einem KZ-Sammellager (offiziell Polizeiliches Judendurchgangslager), in das KZ Bergen-Belsen bzw. das Ghetto Theresienstadt deportiert.

## Personen
- J. Arons (Arzt)
- Abraham Asscher
- N. de Beneditty (Richter, wurde von Deutschen entpflichtet)
- Arnold van den Bergh (Notar)
- Max Brahn (als Vertreter der ausländischen Juden)
- David Cohen
- A.B. Gomperts (Rechtsanwalt)
- I. de Haan
- A. de Hoop
- M.L. Kan (Vorsitzender des Nederlandse Zionisten Bond)
- I. Kisch (Universitätsdozent)
- A. Krouwel
- S.J. van Lier (Gemeindeverwaltung Amsterdam)
- A. J. Mendes da Costa
- Juda Lion Palache (Vorsitzender der Portugiesisch-Israelitischen Gemeinde und Professor an der Universität von Amsterdam)
- M.I. Prins
- Lodewijk Hartog Sarlouis (Oberrabbiner an der Nederlandsch-Israelitische Hoofdsynagoge Amsterdam)
- D. M. Sluys (Sekretär der Jüdischen Gemeinde)
- A. Soep (Diamanthändler)
- I. Voet (Vorsitzender des Algemene Nederlandse Diamantbewerkers Bond)
- I. H. J. Vos (Ehemaliger Fraktionsvorsitzender der Liberale Staatspartij im Amsterdamer Gemeinderat)